# Оскар Торп
Оскар Торп (8. јун 1893. Шеберг – 1. мај 1958. Осло) био је норвешки политичар и члан норвешке Лабуристичке партије. Био је на челу партије од 1923. до 1945., као и градоначелник Осла од 1935–1936. године. Током 1935. године постао је привремени министар одбране у влади Јохана Нигордсволда. Такође је био министар рада и друштвене инклузије од 1936. до 1939, а након тога министар финансија од 1939. до 1942. године. Док је норвешка влада била у егзилу у Лондону, он је био одабран за министра одбране 1942. године. Ту титулу је задржао све до избора 1945. године и где је био одабран за министра надлежног за реконструкцију, све до 1948. године. Торп је рођен у Шебергу, и изабран је за представника града Осла у норвешком парламенту 1936., али није успео да уђе у сам парламент све до 1948. године, када је постао лидер Лабуристичке партије Норвешке. Године 1951. је постао премијер Норвешке, када се Еинар Герхардсен повукао са те позиције. Он је затим 1955. године постао преседавајући у норвешком парламенту, и на тој позицији је био све до своје смрти 1958. године.

## Биографија

### Рани живот и почетак каријере
Торп је рођен у Шебергу, и био је син Антона Фредерика Андерсена Торпа(1865-1907) и Ане Болет Андреасен Гаде(1867-1932), као један од деветоро деце. Отац му је умро релативно рано у животу. Отац је радио у Канади од 1903. и 1907. године се вратио у Норвешку како би сакупио своју породицу и са њима емигрирао у Канаду, међутим током путовања је преминуо. Након завршене основне школе, Торп је почео да ради. Касније у животу је постао електричар и већ са 14 година је био заменик шефа трезора локалног синдиката. Такође се придружио Лабуристичкој партији и био одабран за национални одбор 1918., када је опозиција преузела контролу у партији. Торп је био на челу партијског одељка у Сарпсборгу од 1919. до 1921. године, и у Естфолду од 1921. до 1923. У априлу 1916. године се венчао са Кари Хансен(1893-1967) и са њом имао сина Реидара Торпа.

### Период на челу партије
Торп је био делегат на Четвртом интернационалном конгресу комуниста 1922. године. Након тога, 1923. године револуционарни део партије који је преузео контролу над партијом 1918. године се поделио на два дела - један део који је био за чланство у Коминтерни и онај који је био против тога. Сам Торп је припадао другом делу, и управо то крило партије је преузело моћ на националном скупу 1923. године. Тада је Торп постао лидер целе партије. Када је Торп, са 32 године постао лидер партије, Педер Фурубутн, лидер омладинске гране партије, био је четири године старији од њега. Торп је био на челу партије све до 1945. године. Додуше, било је приче о томе да је на челу партије заправо био Мартин Транмел.
Торп је био члан градског већа у Сапсборгу од 1919. године до 1923. године и заменик члана скупштине општине Акерсхус од 1925. године до 1928. године. Торп је био градоначелник Осла у периоду 1935-1936. године, и био изабран за члана норвешког парламента 1936. године. У кабинету премијера Нигордсволда је био привремени министар одбране, док је Фредрик Мунсен био болестан. Након тога је био министар рада и друштвене инклузије од новембра 1936. године до јула 1939. године, као и министар финансија од јула 1939. године до марта 1942. године. У априлу 1940. године Немачка извршава инвазију на Норвешку, и Торп је био тај који је организовао премештање националног трезора. Након тога је он сам побегао са остатком Нигордсволдовог кабинета. Током немачких ваздушних напада, Торп је повредио стопало. Убрзо је Торп, заједно са целим кабинетом, стигао до Енглеске, где су остали до 1945. године када се Други светски рат завршио. Торп је тада одабран за привременог министра одбране од новембра 1941. године до фебруара 1942. године, Марта 1942. године је одабран за званичног министра одбране, и ту позицију је задржао све до 1945. године.

### Период након рата
Немачкој окупацији Норвешке је дошао крај 8. маја 1945. године, и влада се вратила из егзила у Норвешку. Торп је био на челу владине делегације до 31. маја 1945. године, и самим тим је у том периоду био привремени премијер и министар спољних послова у Ослу.
Услед свог егзила из Норвешке, Торп није био сматран за одговарајућег лидера партије, и уместо њега је одабрана замена, иако је то било против партијских закона. Током Герхардсенове друге владе, добио је позицију министра за реконструкцију - међутим је дао оставку на ову позицију под присилом 10. јануара 1948. године. Остао је у норвешком парламенту до краја мандата који је освојио на изборима 1945. године. Током мандата је био лидер чланова Лабуристичке партије у парламенту. Касније, 1948. године, се преселио у Вестфолд, где је изабран на позицију гувернера.

### Период на месту премијера
Еинар Герхардсен се 1951. године повукао са позиције норвешког премијера, што је изазвало шок на норвешкој политичкој сцени. Сам Герхардсен је Торпа питао да преузме позицију премијера. Наводно, Герхарсен је прво питао Свереа Стестада, али је он одбио. Торп је провео четири године на челу владе.

### Каснији период
Герхардсен је у јануару 1955. године приморао Торпа да поднесе оставку у корист самог Герхардсена, који је током те четири године док није био на власти поново сакупио довољан политички капитал да се врати на чело владе, током те четири године је био председник норвешког парламента. Торп је током следећа два изборна циклуса поново одабран за члана парламента, постао је председник парламента, и управо је на тој позицији остао све до своје смрти.

### Смрт
Током током шесте деценије 20. века, Торп је доживео крварење мозга, међутим то није никоме рекао, чак ни породици. Првог маја 1958. године се то поново десило, али се завршило фатално. Преминуо је у Универзитетској болници у Ослу. Сахрањен је у Ослу.